# Wahlenbergiella tavaresiae
Wahlenbergiella tavaresiae es una especie de liquen crustoso saxícola de la familia Verrucariaceae. Es un liquen marino que habita en zonas intermareales y que se sumerge regularmente agua de mar. Las especies de algas asociadas incluyen las algas rojas Hildenbrandia y Mastocarpus papillatus, y las algas pardas Pelvetiopsis y Fucus. Petroderma maculiforme, un alga parda, es el fotobionte asociado al liquen.

## Descripción
Es de color marrón oscuro a negro verdoso cuando húmedo, y negro mate antes de aclarar al secarse. El talo en forma de corteza mide entre 0.25 y 1 mm de espesor, y se adhiere firmemente al sustrato de roca. Las células fotobiontes están principalmente restringidas a una capa distinta en la médula. La frecuencia de los peritecios varía de escasa a abarrotada. Estos presentan forma de matraz y se encuentran completamente inmersos en el talo, con un diámetro que oscila entre 300 y 500 µm. Las ascas son de forma clavada, con una longitud de 40 µm y contienen ocho ascosporas. Estas ascosporas son inicialmente esféricas y luego se vuelven elipsoides, con dimensiones de 12 a 15 µm de longitud y 5–7 µm de anchura.

## Taxonomía
El liquen fue descrito formalmente por primera vez como una nueva especie en 1997 por Richard Moe a partir de especímenes recolectados de arenisca en la zona intermareal superior de Fort Mason, San Francisco, California, en 1975. El epíteto de especie honra a la micóloga y liquenóloga Isabelle Tavares del Herbario de la Universidad de California en Berkeley, quien introdujo al autor en el estudio de los líquenes. En 2011, Cécile Gueidan, Holger Thüs y Sergio Pérez-Ortega transfirieron el taxón al género Wahlenbergiella, luego de una revisión dirigida por filogenética molecular de varios géneros de la familia Verricariaceae.